# 萊斯利山
62°34′S 60°12′W / 62.567°S 60.200°W

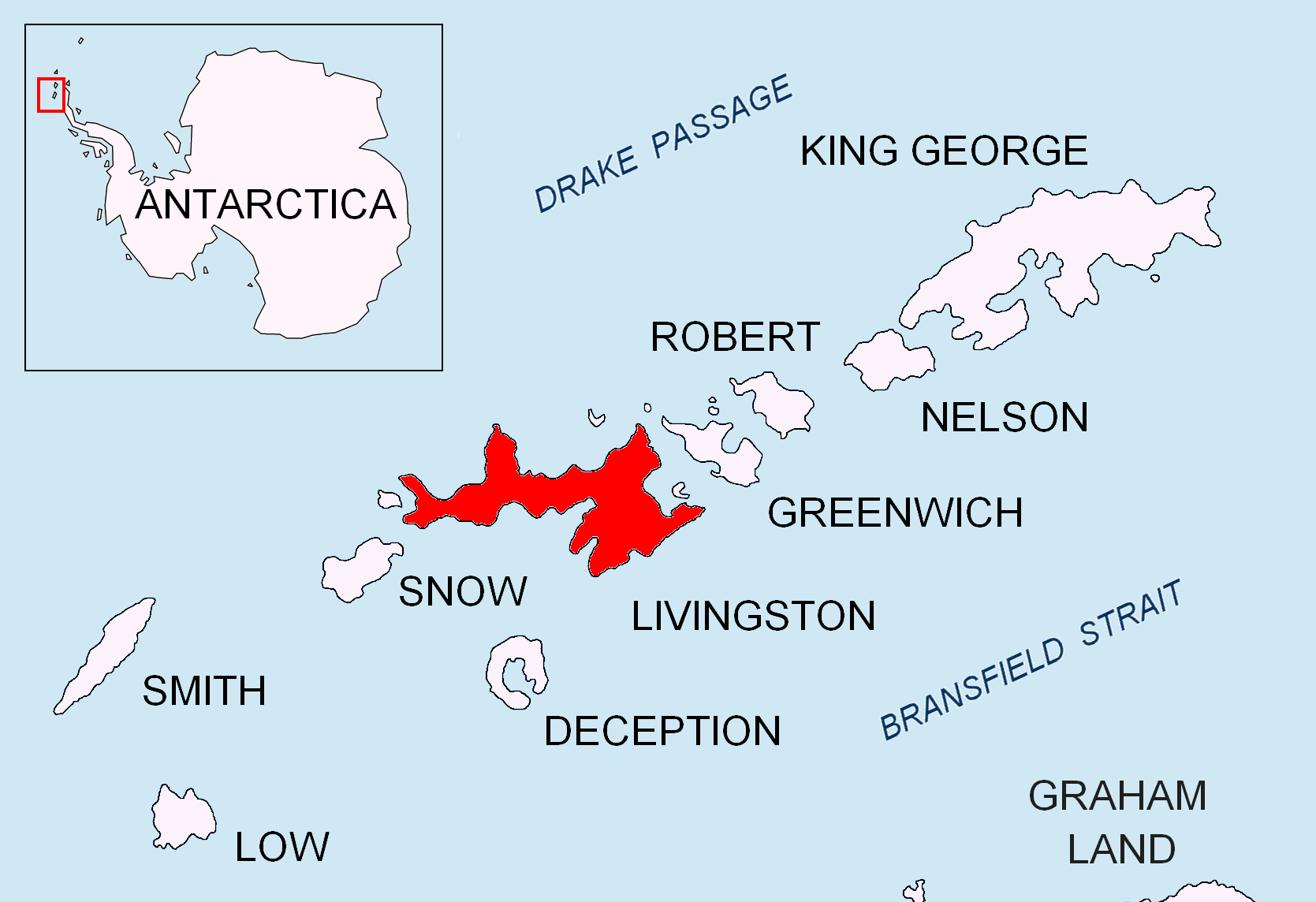

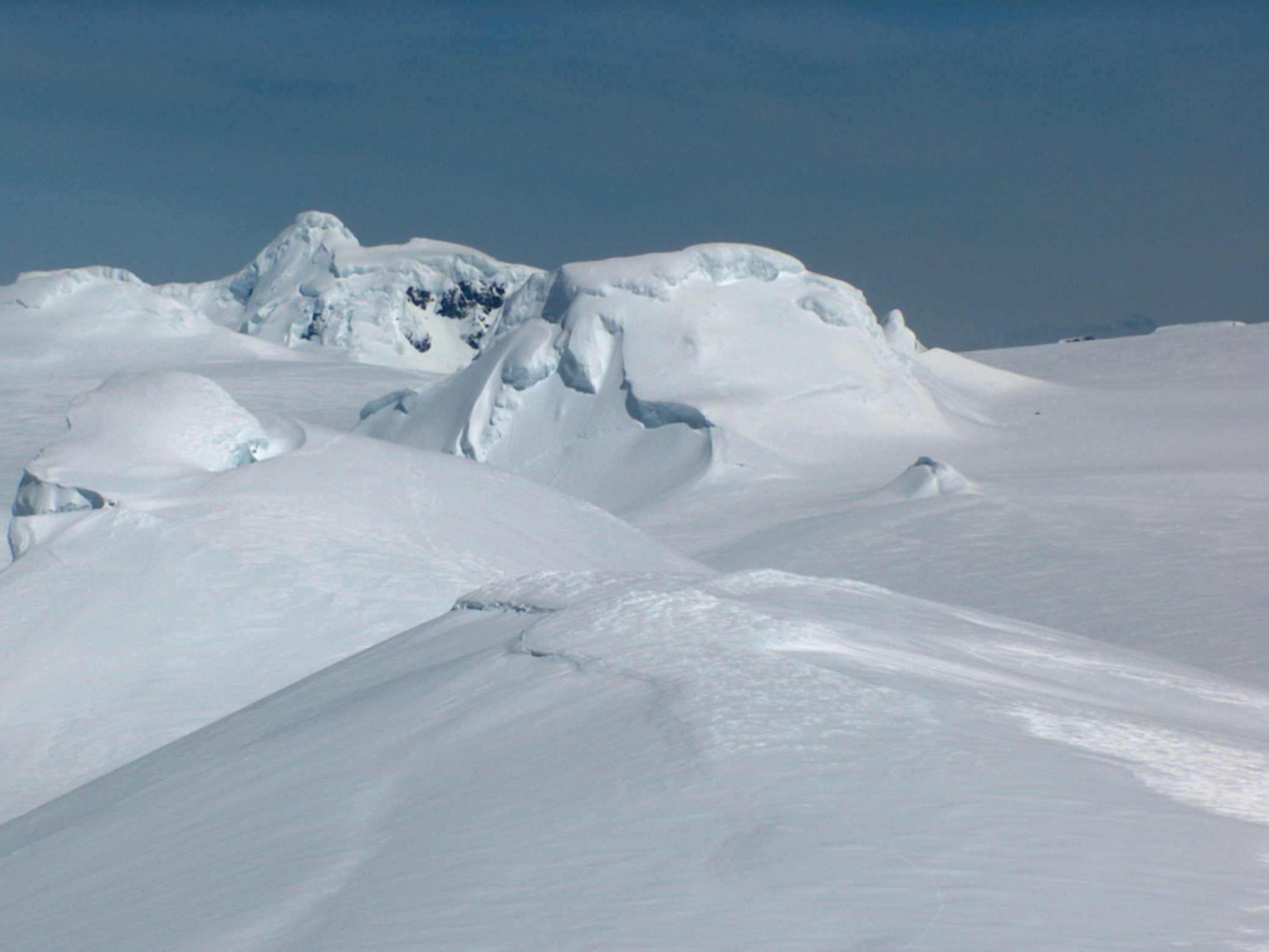

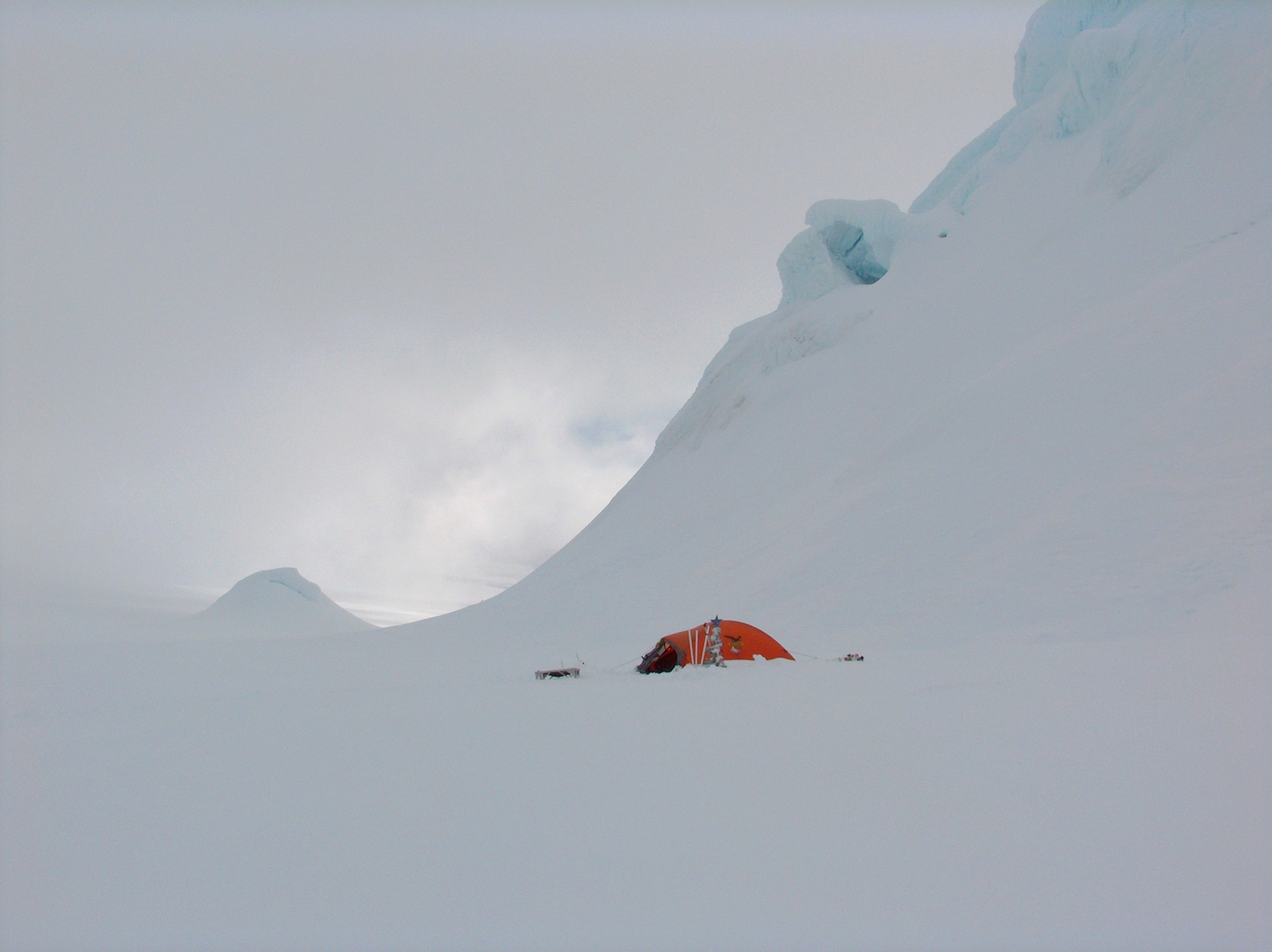

萊斯利山（英語：Leslie Hill）是南極洲的山峰，位於南設得蘭群島的利文斯頓島東部，屬於鮑爾斯嶺的一部分，處於鮑爾斯山以北5.33公里和拉德內沃峰西南面3.15公里。